# Réserves de pétrole en Libye

Champs de pétrole en Libye, pipeline, raffineries et stations de stockages.

Les réserves de pétrole en Libye sont les plus importantes en Afrique et les neuvièmes dans le monde avec 41,5 milliards de barils (6,60 × 109 m3) (soit 3 % des réserves mondiales de pétrole en 2007. La production de pétrole était de 1,8 million de barils par jour (290 × 103 m3/j) en 2006, donnant à la Libye 63 années de réserves au rythme actuel de production et en l'absence de nouvelles découvertes.

## Caractéristiques
La Libye est considérée comme un pays pétrolier très attractif en raison de son faible coût de production de pétrole (de l'ordre de 1 $ par baril pour certains puits), et de sa proximité des marchés européens. La Libye souhaite augmenter sa production de 1,8 Mbbl/j (290 × 103 m3/j) en 2006 à 3 Mbbl/j (480 × 103 m3/j) en 2010-13, mais avec des champs de pétrole actuels présentant une production en déclin de 7 à 8 %, le défi de la Libye est de maintenir la production des champs matures, tout en trouvant et en développant de nouveaux champs pétrolifères. La plus grande partie du territoire de la Libye demeure inexplorée en raison des sanctions passées et des désaccords avec les compagnies pétrolières étrangères.
Avant 2011, les entreprises étrangères exploitant le pétrole libyen étaient la National Oil Corporation (compagnie pétrolière nationale de la Libye), l'Italien ENI, Total, ConocoPhillips, Repsol-YPF, CNPC, Neft et Tatneft. 
En 2017, on trouve en tête des entreprises exploitants le pétrole libyen : ENI, Total et Schlumberger et, depuis cette année, la compagnie pétrolière russe Rosneft. En effet la compagnie nationale libyenne du pétrole (NOC) a signé avec la compagnie russe un accord de coopération pour des investissements dans le secteur des hydrocarbures. 
En février 2018, la compagnie française Total annonce l'acquisition pour un montant de 450 millions de dollars, des parts de la compagnie américaine Marathon Oil dans les concessions du gisement Waha. La par ticipation de Total est portée à 20,41 % à la suite de cette opération.

## Histoire
Le forage de puits de pétrole en Libye a été autorisé par la loi sur le pétrole de 1955.
La production cumulée en 2009 était de 27 Gbbl. Ceci représenterait 65 % des réserves.
En 2010, 28 % du pétrole libyen est exporté vers l’Italie, 15 % vers la France, 11 % vers la Chine, 10 % vers l’Allemagne, 10 % vers l’Espagne. Les gains effectués par la Libye grâce à la vente de pétrole brut sont estimés à 50 milliards de dollars, le pays produisait alors 1,6 million de barils par jour.
La chute de Kadhafi en 2011 a plongé le pays dans une tourmente économique. Il faudra attendre mai 2012 pour que la production pétrolière retrouve son niveau pré-conflit. Mais entre 2014 et 2016, la production plonge à moins de 500 000 barils par jour.
En 2017, le pays annonce des chiffres record de gain depuis 2011. En effet le président de la NOC, Moustafa Sanalla, annonce pour l'exercice 2017, des recettes de 14 milliards de dollars. (trois fois plus qu'en 2016) avec  une production d'1,25 million de barils par jour .